# 喬恩·史都華到底有什麼問題？
《喬恩·史都華到底有什麼問題？》（英語：The Problem with Jon Stewart）是美國晚間娛樂節目，喬恩·史都華擔當主持人，每期節目聚焦單一主題，於2021年9月30日在蘋果公司的線上串流媒體平台Apple TV+首播。

## 製作
2020年10月，喬恩·史都華與蘋果公司達成多年合作協議，史都華將為蘋果公司的線上串流媒體平台Apple TV+開發新的時事評論節目，這是他自2015年離開《每日秀》之後，回歸擔當晚間娛樂節目主持人。2021年2月，節目組開始籌建製作團隊，布林達·阿迪卡里（Brinda Adhikari）擔當節目統籌兼執行製片人，切爾西·德萬泰茲（Chelsea Devantez）擔當首席編劇。製作公司包括Busboy製作公司和EDEN製作公司（EDEN Productions）。
2021年4月7日，蘋果公佈節目的正式名稱為《喬恩·史都華到底有什麼問題？》（The Problem with Jon Stewart），並宣佈節目定於2021年後期首播。每集時長約為1小時，聚焦當前全民關注的主題或喬恩·史都華的作品宣傳，蘋果籌劃製作多季節目，每季同期發行相關的Podcast。

## 集數
| 集數                                                                               | 標題 | 譯名 | 上線日期       | 製作 代碼 |
| ---------------------------------------------------------------------------------- | ---- | ---- | -------------- | --------- |
| 1                                                                                  |      | 戰爭 | 2021年9月30日  | 101       |
| 支援軍隊似乎是美國人都同意的是，但為何這麼多老兵為了取得他們所需的照顧要這麼辛苦？ |      |      |                |           |
| 2                                                                                  |      | 自由 | 2021年10月14日 | 102       |
| 美國人熱愛自由。但他們願意為此付出什麼代價？我們能從其他爭取自由的國家學習到什麼？ |      |      |                |           |
| 3                                                                                  |      | 經濟 | 2021年10月28日 | 103       |
| 許多政治人物都讚頌美國工人階級。但為何卻少有協助他們邁向成功的實際作為呢？         |      |      |                |           |
| 4                                                                                  |      | 槍枝 | 2021年11月11日 | 104       |
| 槍擊案在美國是一種流行病。許多人都同意壞人不該持有槍枝，但我們要如何決定誰是壞人？ |      |      |                |           |

## 發行
《喬恩·史都華到底有什麼問題？》於2021年9月30日在Apple TV+首播。

## 資料來源
1. ↑  Rose, Lacey. . The Hollywood Reporter. 2020-10-27  [2021-04-07]. （原始内容存档于2020-10-27） （美国英语）.
2. ↑  Rose, Lacey. . The Hollywood Reporter. 2021-02-23  [2021-04-07]. （原始内容存档于2021-04-10） （美国英语）.
3. ↑  . Media Bistro.   [2021-02-23]. （原始内容存档于2021-02-23） （美国英语）.
4. ↑  Rose, Lacey. . The Hollywood Reporter. 2021-04-07  [2021-04-07]. （原始内容存档于2021-04-12） （美国英语）.
5. ↑   (新闻稿). Apple Inc. 2021-04-07  [2021-04-07]. （原始内容存档于2021-04-28） （美国英语）.
6. ↑  . Apple TV+.   [2021-09-30]. （原始内容存档于2021-09-30） （中文（臺灣））.
7. ↑  Rossignol, Joe. . MacRumors. 2021-06-23  [2021-06-23]. （原始内容存档于2021-06-29） （美国英语）.
8. ↑  Santer, Kristin. . Collider. 2021-08-30  [2021-08-30]. （原始内容存档于2021-08-31） （美国英语）.

## 外部連結
- 互联网电影数据库（IMDb）上《喬恩·史都華到底有什麼問題？》的资料（英文）